# ميتشيل غورلي
ميتشيل غورلي (بالإنجليزية: Mitchell Gourley)‏ هو متزحلق جبال الألب أسترالي، ولد في 2 يونيو 1991 في غيلونغ في أستراليا.

## روابط خارجية
- ميتشيل غورلي على موقع Paralympic.org (الإنجليزية)
- ميتشيل غورلي على موقع IPC.InfostradaSports.com (مؤرشف) (الإنجليزية)
- ميتشيل غورلي على موقع اللجنة البارالمبية الأسترالية (الإنجليزية)